# Радованье (Кимрский район)
Радованье — деревня в Кимрском районе Тверской области. Входит в состав Ильинского сельского поселения.

## География
Находится в юго-восточной части Тверской области на расстоянии приблизительно 18 км на северо-запад по прямой от районного центра города Кимры в левобережной части района.

## История
Известна была с 1628 как пустошь. В 1780-х годах сельцо трех владельцев из 13 дворов. В 1859 году здесь (деревня Корчевского уезда Тверской губернии) было учтено 5 дворов, в 1887 — 8.

## Население
Численность населения: 36 человек (1780-е годы), 37 (1859 год), 40 (1887), 4 (русские 100 %) 2002 году, 1 в 2010.